# Případ Sloane
Případ Sloane (v anglickém originále Miss Sloane) je americko-francouzské politické drama z roku 2016. Režie se ujal John Madden a scénář napsal Jonathan Perera. Ve snímku hrají hlavní role Jessica Chastainová, Mark Strong, Gugu Mbatha-Raw, Michael Stuhlbarg, Alison Pill, Jake Lacy, John Lithgow a Sam Waterston.
Film měl premiéru na AFI festu 11. listopadu 2016 a do kin byl oficiálně uveden 25. listopadu 2016. V České republice měl film televizní premiéru 13. června 2020.

## Obsazení
| Jessica Chastainová | Elizabeth Sloane        |
| Mark Strong         | Rodolfo Schmidt         |
| Gugu Mbatha-Raw     | Esme Manucharian        |
| Alison Pill         | Jane Molloy             |
| Michael Stuhlbarg   | Pat Connors             |
| Jake Lacy           | Forde                   |
| Sam Waterson        | George Dupont           |
| John Lithgow        | senátor Ron M. Sperling |
| Jack Murray         | Buzzcut                 |
| Grace Lynn Kung     | Lauren                  |
| Raoul Bheneja       | R.M. Dutton             |
| Chuck Shamata       | Bob Sanford             |
| Douglas Smith       | Alex                    |
| Meghann Fahy        | Clara Thomson           |
| Lucy Owen           | Cynthia                 |
| Zach Smadu          | Ramirez                 |
| Austin Strugnell    | Travis                  |
| Noah Robbins        | Franklin Walsh          |
| Alexandra Castillo  | Pru West                |
| Aaron Hale          | Junior Spencer          |
| Greta Onieogou      | Greta                   |
| Al Mukadam          | Ross                    |

## Produkce
V září 2015 bylo potvrzeno, že Jessica Chastainová byla obsazena do filmu, který bude režírovat John Madden podle scénáře Jonathana Perery. Natáčení začalo 12. února 2016 v Torontu a skončilo 30. března 2016. Některé záběry se natáčely ve Washingtonu, D.C.

## Přijetí

### Tržby
V Severní Americe byl oficiálně uveden 25. listopadu 2016, společně s filmy Pařba o Vánocích, The Bounce Back a rozšířením filmu Noční zvířata. Za první víkend byl projektován výdělek 2–4 miliony dolarů, ale nakonec vydělal pouhých 1,8 milionů dolarů.

### Recenze
Film získal obecně pozitivní recenze od kritiků. Na recenzní stránce Rotten Tomatoes získal ze 113 započtených recenzí 69 procent s průměrným ratingem 6,5 bodů z 10. Na serveru Metacritic snímek získal z 37 recenzí 63 bodů ze 100.

### Ocenění
| Ocenění                                       | Datum             | Kategorie                            | Nominovaný          | Výsledek |
| --------------------------------------------- | ----------------- | ------------------------------------ | ------------------- | -------- |
| Alliance of Women Film Journalists            | 21. prosince 2016 | Nejodvážnější vystoupení             | Jessica Chastainová | nominace |
| Zlatý glóbus                                  | 8. ledna 2018     | Nejlepší herečka ve filmu – drama    | Jessica Chastainová | nominace |
| Washington D.C. Area Film Critics Association | 5. prosince 2016  | Nejlepší zobrazení Washingtonu, D.C. | Případ Sloane       | nominace |